# Saison 1 de Banshee
Chronologie
Saison 2
Cette page présente les épisodes de la première saison de la série télévisée Banshee.

## Distribution

### Acteurs principaux
- Antony Starr (VF : Jérôme Pauwels) : Lucas Hood (nom réel inconnu)
- Ivana Miličević (VF : Isabelle Gardien) : Anastasia / Carrie Hopewell
- Ulrich Thomsen (VF : Christian Brendel) : Kai Proctor
- Frankie Faison (VF : Med Hondo) : Sugar Bates
- Hoon Lee (VF : Frédéric Norbert) : Job
- Rus Blackwell (VF : Arnaud Arbessier) : Gordon Hopewell, procureur puis maire de Banshee
- Matt Servitto (VF : Jean-François Aupied) : Brock Lotus, shérif adjoint
- Trieste Kelly Dunn (VF : Laëtitia Lefebvre) : Siobhan Kelly, shérif adjoint
- Ryann Shane (VF : Joséphine Ropion) : Deva Hopewell
- Demetrius Grosse (en) (VF : Jean-Baptiste Anoumon) : Emmett Yawners, shérif adjoint
- Lili Simmons (VF : Julie Turin) : Rebecca Bowman
- Ben Cross (VF : François Siener) : M. Rabbit, père d'Anastasia

### Acteurs récurrents
- Matthew Rauch (VF : Charles Borg) : Clay Burton, assistant personnel de Kai Proctor
- Déjà Dee (VF : Fily Keita) : Alma
- Gabriel Suttle : Max Hopewell
- Anthony Ruivivar (VF : Nessym Guetat) : Alex Longshadow
- Joseph Gatt: Albino
- Christos Vasilopoulos (en) (VF : Miglen Mirtchev) : Olek, homme de main de M. Rabbit
- Marcus Hester (VF : Laurent Morteau) : Marcus Moody
- Russell Means (VF : Saïd Amadis) : Benjamin Longshadow
- Kay Story (VF : Marie-Laure Dougnac) : Kat Moody
- Derek Cecil (en) (VF : Pascal Nowak) : Agent Dean Xavier
- Daniel Ross Owens (VF : Pierre Tessier) : Dan Kendall, maire de Banshee

## Épisodes

### Épisode 1:Le Nouveau Shérif
- États-Unis /  Canada : 11 janvier 2013 sur Cinemax / HBO Canada
- France : 5 février 2014 sur Canal+ Séries

- États-Unis : 483 000 téléspectateurs[1] (première diffusion)

- Wendy Michelle : la barmaid
- Hoon Lee : Job
- Griff Furst : Sheriff Lucas Hood

### Épisode 2:La Rave-Party
- États-Unis /  Canada : 18 janvier 2013 sur Cinemax
- France : 5 février 2014 sur Canal+ Séries

### Épisode 3:Le Nouveau Boss
- États-Unis /  Canada : 25 janvier 2013 sur Cinemax
- France : 12 février 2014 sur Canal+ Séries

- États-Unis : 405 000 téléspectateurs[2] (première diffusion)

- Leslea Fisher : Chloe

### Épisode 4:Les Frères Moody
- États-Unis /  Canada : 1er février 2013 sur Cinemax
- France : 12 février 2014 sur Canal+ Séries

- États-Unis : 448 000 téléspectateurs[3] (première diffusion)

### Épisode 5:L'Âme sœur
- États-Unis /  Canada : 8 février 2013 sur Cinemax
- France : 19 février 2014 sur Canal+ Séries

- États-Unis : 445 000 téléspectateurs[4] (première diffusion)

### Épisode 6:L'Albinos
- États-Unis /  Canada : 15 février 2013 sur Cinemax
- France : 19 février 2014 sur Canal+ Séries

- États-Unis : 465 000 téléspectateurs[5] (première diffusion)

- Joseph Gatt : L' Albinos
- Michael Kostroff : Leonard 'Wicks' Vanderwick

### Épisode 7:Le Cavalier de l'enfer
- États-Unis /  Canada : 22 février 2013 sur Cinemax
- France : 26 février 2014 sur Canal+ Séries

- États-Unis : 381 000 téléspectateurs[6] (première diffusion)

- Doug Kruse : Nathan Mangan
- Kevin Gage : Lance Mangan
- Claire Bronson : Janie Kendall

### Épisode 8:Jusqu'à la mort
- États-Unis /  Canada : 1er mars 2013 sur Cinemax
- France : 26 février 2014 sur Canal+ Séries

- États-Unis : 476 000 téléspectateurs[7] (première diffusion)

- Christos Vasilopoulos : Olek

### Épisode 9:Réunion de famille
- États-Unis /  Canada : 8 mars 2013 sur Cinemax
- France : 5 mars 2014 sur Canal+ Séries

- États-Unis : 335 000 téléspectateurs[8] (première diffusion)

### Épisode 10:Au seuil de la folie
- États-Unis /  Canada : 15 mars 2013 sur Cinemax
- France : 5 mars 2014 sur Canal+ Séries

- États-Unis : 455 000 téléspectateurs[9] (première diffusion)

- Anthony Ruivivar : Alex Longshadow
- Odette Annable : Nola Longshadow
- Anastasia Griffith : Dr. Paradis
- Harrison Thomas : Jason Hood

## Audiences
| N° d'épisode | Titre original                    | Titre français         | Chaîne  | Date de diffusion originale | Audience (en millions de téléspectateurs) | Réf    |
| ------------ | --------------------------------- | ---------------------- | ------- | --------------------------- | ----------------------------------------- | ------ |
| 1            | Pilot                             | Le Nouveau Shérif      | Cinemax | 11 janvier 2013             | 0.48                                      | [ 10 ] |
| 2            | The Rave                          | La Rave-Party          | Cinemax | 18 janvier 2013             | 0.40                                      | [ 10 ] |
| 3            | Meet the New Boss                 | Le Nouveau Boss        | Cinemax | 25 janvier 2013             | 0.41                                      | [ 10 ] |
| 4            | Half Deaf Is Better Than All Dead | Les Frères Moody       | Cinemax | 1er février 2013            | 0.45                                      | [ 10 ] |
| 5            | The Kindred                       | L'Âme sœur             | Cinemax | 8 février 2013              | 0.44                                      | [ 10 ] |
| 6            | Wicks                             | L'Albinos              | Cinemax | 15 février 2013             | 0.46                                      | [ 10 ] |
| 7            | Behold a Pale Rider               | Le Cavalier de l'enfer | Cinemax | 22 février 2013             | 0.38                                      | [ 10 ] |
| 8            | We Shall Live Forever             | Jusqu'à la mort        | Cinemax | 1er mars 2013               | 0.48                                      | [ 10 ] |
| 9            | Always a Cowboy                   | Réunion de famille     | Cinemax | 8 mars 2013                 | 0.33                                      | [ 10 ] |
| 10           | A Mixture of Madness              | Au seuil de la folie   | Cinemax | 15 mars 2013                | 0.45                                      | [ 10 ] |

- Cette saison a été suivie en moyenne par 428 000 téléspectateurs.